# 阿特爾澤白鮭
阿特爾澤白鮭，為輻鰭魚綱鮭形目鮭科的一種，被IUCN列為次級保育類動物，分布於奧地利間的Attersee與Mondsee湖，體長可達40公分，棲息深度在水深10至30公尺，繁殖期在水淺處產卵，屬肉食性，以水生昆蟲等為食，可做為食用魚。